# Hektor Team Warszawa

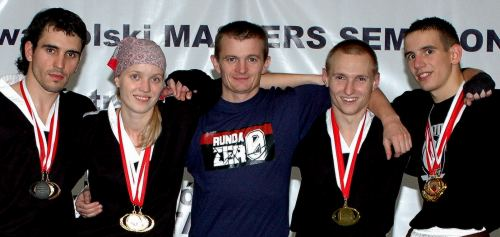
Hektor Team z trenerem Piotrem Siegoczyńskim

Hektor Team Warszawa – drużyna składająca się z czołowych polskich kick boxerów specjalizujących się  w formule semi contact. Utworzona w 2006 z zawodników MKS Piaseczno. W 2007 oraz w 2009 zdobyła Drużynowe Mistrzostwo Polski.

## Skład drużyny
- Emilia Szabłowska – m.in. Wicemistrzyni Europy 2006, brązowa medalistka Mistrzostw Świata 2007, wielokrotna Mistrzyni Polski, czarny pas  1. dan
- Piotr Bąkowski – m.in. Wicemistrz Świata 2007, Wicemistrz Europy 2006, wielokrotny Mistrz Polski, czarny pas – 2. dan
- Tomasz Bąk – m.in. dwukrotny Mistrz Polski, medalista Pucharu Świata, czarny pas 1. dan
- Wojciech Ołtarzewski – m.in. zdobywca Pucharu Świata, wielokrotny Mistrz Polski, czarny pas 1. dan
- Rafał Prażmo – m.in. brązowy medalista Mistrzostw Europy Juniorów, Mistrz Polski Juniorów, 2. stopień uczniowski brązowy pas

## Osiągnięcia
(Osiągnięcia indywidualne – w artykułach o poszczególnych zawodnikach)

### 2009
- Drużynowe Mistrzostwa Polski  –  I miejsce
- Turniej Polish Open Kickboxing  2009 [Turniej drużynowy]  I miejsce

### 2008
- Turniej Mazovia Open International  2008 klasyfikacja drużynowa  I miejsce
- Liga Mistrzów Pointfightingu  – 2. miejsce

### 2007
- Drużynowe Mistrzostwa Polski  –  1. miejsce
- Turniej Grand Champion Pointfighting Cup  –  1. miejsce

### Strony organizacji kick-boxingu
- Polski Związek Kick Boxingu
- PZKB -Skład reprezentacji. pzkickboxing.pl. [zarchiwizowane z tego adresu (2007-03-03)].